# Делавинь, Жермен
Жермен Делавинь (фр. Germain Delavigne; 1 февраля 1790, Живерни — 3 ноября 1868, Монморанси) — французский драматург; старший брат известного поэта Казимира Делавиня.
Вместе с братом воспитывался в «Лицее Наполеона» в Париже. Первым из братьев литературную карьеру начал младший, Казимир, став поэтом. Жермен выбрал иное литературное поприще — драматургию. Несколько пьес он написал в соавторстве с Эженом Скрибом. Его перу также принадлежат либретто, легшие в основу ставших классическими опер.
Среди сочинений:
- 1811 — одноактный водевиль «Дервиши» (Les Dervis), театр Водевиля
- 1811 — «Старый мальчик и маленькая девочка» (Le Vieux Garçon et la Petite Fille), Театр дю Жимназ
- 1813 — исторический водевиль «Тибо, граф Шампани» (Thibault, comte de Champagne), театр Водевиля
- 1815 — комедия Le Bachelier de Salamanque, театр Водевиля
- 1816 — драматическая пьеса «Валет своего соперника» (Le Valet de son rival), премьера в театр Одеон
- 1821 — комедия «Сомнамбула» (La Somnambule) (совместно с Э. Скрибом), театр Водевиля; впоследствии эта пьеса легла в основу либретто одноимённой оперы Винченцо Беллини, а позднее — и Джорджо Мичели
- 1821 — комедия Le Colonel, Театр дю Жимназ
- 1821 — Le Mariage enfantin, Театр дю Жимназ
- 1823 — «Снег, или Новый Эжинар» (La neige, ou Le nouvel Éginard) (совместно с Э. Скрибом), композитор Д. Обер, премьера в Опера Комик 8 октября 1823
- 1823 — L’Avare en goguette, Театр дю Жимназ
- 1824 — «Наследница» (L’Héritière), совместно с Э. Скрибом, премьера: Театр дю Жимназ (пьеса была поставлена в Москве на сцене Малого театра 4 ноября 1824 в бенефис А. М. Сабурова, в стихотворной переделке А. И. Писарева[1]).
- 1825 — комическая опера «Каменщик» (Le maçon), композитор Д. Обер, премьера в Опера Комик 3 мая 1825
- 1826 — комическая опера «Старуха» (La Vieille), композитор Ф.-Ж. Фети, премьера в Опера Комик
- 1827 — комедия-водевиль «Дипломат» (Le Diplomate) совместно со Э. Скрибом, Театр дю Жимназ (пьеса была поставлена в Москве в помещении Большого театра 21 июня 1829 в бенефис Н. В. Репиной; пер. с фр. Н. Ф. Павлова и С. П. Шевырева[1])
- 29 февраля 1828 — «Немая из Портичи» (совместно с Эженом Скрибом), опера Д. Обера, премьера в Опера де Пари[2]
- 1828 — «Барон фон Тренк» (Le Baron de Trenck), совместно с Э. Скрибом, премьера: Театр дю Жимназ (пьеса была поставлена в Москве в помещении Большого театре 30 декабря 1829 в бенефис артиста оперной труппы А. О. Бантышева; пер. с фр. Д. Т. Ленского[1])
- 1830 — комедия-водевиль Les Nouveaux Jeux de l’amour et du hasard, Театр дю Жимназ
- 1831 — «Роберт-Дьявол» (совместно с Э. Скрибом), композитор Дж. Мейербера, премьера в Опера де Пари
- 1843 — опера «Карл VI» (совместно с Казимиром Делавинем), композитор Ф. Галеви, премьера в Опера де Пари
- 1854 — опера «Окровавленная монахиня» (La Nonne sanglante; совместно с Э. Скрибом), композитор Ш. Гуно, премьера в Опера де Пари